# Hülya Kat
Hülya Kat (IJmuiden, 1 augustus 1983) is een Nederlands voormalig politica voor D66.

## Jeugd en opleiding
Kat groeide op in IJmuiden en Santpoort-Noord. Ze heeft twee jongere broers en ouders die in Turkije zijn geboren en in 1970 naar Nederland kwamen. Kat doorliep de middelbare school aan het Haarlemse Erasmus College en studeerde vervolgens rechten aan de Rijksuniversiteit Groningen, waar ze tevens actief was bij het Studentengenootschap voor Onderneming & Recht. Ze volgde die opleiding tussen 2002 en 2009 met intellectueel eigendomsrecht als richting en keerde vervolgens terug naar haar ouders in IJmuiden.

## Carrière
Kat werd in 2009 lid van Democraten 66 en was de vijfde kandidaat van die partij in Velsen, waar IJmuiden onderdeel van is, bij de gemeenteraadsverkiezingen van 2010. D66 won vier zetels, maar ze werd ondanks dit resultaat verkozen tot gemeenteraadslid vanwege haar voorkeurstemmen. Destijds deed ze vrijwilligerswerk bij de Velsense dierenambulance. Kat werd ook vlak na de verkiezing voorzitter van het John van Dijk Fonds, dat als doel heeft jongeren in Velsen te betrekken bij de politiek. Ze hield zich in de raad voornamelijk bezig met veiligheid en publieke orde en werd in 2014 herkozen als de nummer drie van D66. Daarnaast stond Kat bij de Tweede Kamerverkiezingen 2017 op de 38e plaats op de kandidatenlijst van haar partij. Ze ontving 2.685 stemmen, maar werd geen Tweede Kamerlid omdat D66 negentien zetels won.
Kat verhuisde naar Amsterdam in 2018, toen ze werkzaam was als hrm-functionaris bij een schoonmaakbedrijf. Ze was de negende kandidaat van D66 in Amsterdam bij de gemeenteraadsverkiezingen in 2018, toen de partij acht zetels haalde. Ze was een maand eerder uit de Velsense gemeenteraad gestapt. In mei 2018 werd ze alsnog benoemd tot Amsterdams gemeenteraadslid, toen een andere D66'er de raad verliet. Kat kreeg de portefeuille economische zaken, zeehaven, luchthaven en ruimtelijke ordening en ze werd voorzitter van de raadscommissie mobiliteit, luchtkwaliteit en water. Daarnaast begon ze in juni 2018 te werken als senior adviseur voor personeel en organisatie bij de Rechtbank Amsterdam.
Ze stelde zich verkiesbaar bij de Tweede Kamerverkiezingen 2021 en verscheen als zeventiende op de kandidatenlijst van D66. Kat ontving 15.620 voorkeurstemmen en werd beëdigd op 31 maart. Ze werd diezelfde dag in de gemeenteraad vervangen en ze zegde haar baan bij de Rechtbank Amsterdam op. Kat werd in de Tweede Kamer woordvoerder van D66 op het gebied van armoede, schulden en de toeslagenaffaire (eerder ook de Participatiewet) en ze werd lid van de commissies voor het Onderzoek van de Geloofsbrieven, Defensie, Financiën, de Rijksuitgaven en Sociale Zaken en Werkgelegenheid (vice-voorzitter). Sinds oktober 2021 maakt zij ook deel uit van de Parlementaire enquête aardgaswinning Groningen als vervanger van Rens Raemakers. Ze was de lijstduwer van D66 in Amsterdam bij de gemeenteraadsverkiezingen in 2022. Naar aanleiding van een bewindvoerder die geld van meerdere klanten had verduisterd, opperde Kat voor veranderingen aan het systeem. Ze stelde voor dat gemeenten één centraal loket voor schuldhulpverlening zouden moeten hebben, die voor hulpbehoevenden een driejarig plan opstelt om uit de schulden te komen en om herhaling te voorkomen. Dit zou situaties moeten vermijden waarbij schulden jarenlang in stand blijven in het financieel belang van de bewindvoerder. Eind 2022 nam de Tweede Kamer een motie van Kat aan om de overheid aan te zetten gratis menstruatieproducten aan te bieden aan huishoudens met een laag inkomen. Ook was Kat mede-indiener van een amendement om het schuldsaneringstraject te verkorten van drie naar anderhalf jaar. Een meerderheid van de Tweede Kamer steunde het voorstel. Bij haar afscheid als lid van de Tweede Kamer op 5 december 2023 werd zij benoemd tot ridder in de Orde van Oranje-Nassau.
Kat is sinds 2012 bestuurslid van UNESCO Centrum Nederland, dat ontwikkelingshulp geeft.

## Privéleven
Kat is een supporter van de Alkmaarse voetbalclub AZ.
- Parlement.com: vldqd8hm1vyl